# Колінч
Колінч (пол. Kolincz, нім. Kollenz) — село в Польщі, у гміні Староґард-Гданський Староґардського повіту Поморського воєводства.
Населення — 794 особи (2011).
У 1975-1998 роках село належало до Гданського воєводства.

## Демографія
Демографічна структура станом на 31 березня 2011 року:
|          | Загалом | Допрацездатний вік | Працездатний вік | Постпрацездатний вік |
| -------- | ------- | ------------------ | ---------------- | -------------------- |
| Чоловіки | 419     | 109                | 290              | 20                   |
| Жінки    | 375     | 94                 | 240              | 41                   |
| Разом    | 794     | 203                | 530              | 61                   |